# Campionati del mondo di ciclismo su pista 2022 - Omnium maschile
La gara di omnium maschile ai Campionati del mondo di ciclismo su pista 2022 si è svolta il 15 ottobre 2022. Vi hanno partecipato 24 atleti da altrettante nazioni.

## Podio
| Pos.    | Atleta          | Nazione       |
| ------- | --------------- | ------------- |
| Oro     | Ethan Hayter    | Gran Bretagna |
| Argento | Benjamin Thomas | Francia       |
| Bronzo  | Aaron Gate      | Nuova Zelanda |

## Risultati

### Scratch[3]
| Posizione | Atleta              | Nazione           | Giri persi | Punti della prova |
| --------- | ------------------- | ----------------- | ---------- | ----------------- |
| 1         | Aaron Gate          | Nuova Zelanda     | 0          | 40                |
| 2         | Shunsuke Imamura    | Giappone          | 0          | 38                |
| 3         | Kelland O'Brien     | Australia         | 0          | 36                |
| 4         | Ethan Hayter        | Gran Bretagna     | 1          | 34                |
| 5         | Elia Viviani        | Italia            | 1          | 32                |
| 6         | Benjamin Thomas     | Francia           | 1          | 30                |
| 7         | Dylan Bibic         | Canada            | 1          | 28                |
| 8         | Vincent Hoppezak    | Paesi Bassi       | 1          | 26                |
| 9         | Simon Vitzthum      | Svizzera          | 1          | 24                |
| 10        | Niklas Larsen       | Danimarca         | 1          | 22                |
| 11        | Bernard Van Aert    | Indonesia         | 2          | 20                |
| 12        | Tim Torn Teutenberg | Germania          | 1          | 18                |
| 13        | Alan Banaszek       | Polonia           | 1          | 16                |
| 14        | Ángel Pulgar        | Venezuela         | 2          | 14                |
| 15        | Gavin Hoover        | Stati Uniti       | 1          | 12                |
| 16        | Artyom Zakharov     | Kazakistan        | 2          | 10                |
| 17        | Jules Hesters       | Belgio            | 1          | 8                 |
| 18        | João Matias         | Portogallo        | 2          | 6                 |
| 19        | Ricardo Peña        | Messico           | 2          | 4                 |
| 20        | Juan Arango         | Colombia          | 2          | 2                 |
| 21        | Akil Campbell       | Trinidad e Tobago | 2          | 1                 |
| 22        | Daniel Crista       | Romania           | 2          | 1                 |
| 23        | Sebastián Mora      | Spagna            | 1          | 1                 |
| 24        | Yacine Chalel       | Algeria           | 3          | 1                 |

### Tempo race[4]
| Posizione | Atleta              | Nazione           | Punti giro | Punti sprint | Punti totali | Punti della prova |
| --------- | ------------------- | ----------------- | ---------- | ------------ | ------------ | ----------------- |
| 1         | Shunsuke Imamura    | Giappone          | 40         | 1            | 41           | 40                |
| 2         | Ethan Hayter        | Gran Bretagna     | 20         | 9            | 29           | 38                |
| 3         | Aaron Gate          | Nuova Zelanda     | 20         | 4            | 24           | 36                |
| 4         | Niklas Larsen       | Danimarca         | 20         | 3            | 23           | 34                |
| 5         | Juan Arango         | Colombia          | 20         | 3            | 23           | 32                |
| 6         | Elia Viviani        | Italia            | 20         | 2            | 22           | 30                |
| 7         | Tim Torn Teutenberg | Germania          | 20         | 2            | 22           | 28                |
| 8         | Benjamin Thomas     | Francia           | 20         | 1            | 21           | 26                |
| 9         | Simon Vitzthum      | Svizzera          | 20         | 1            | 21           | 24                |
| 10        | Gavin Hoover        | Stati Uniti       | 20         | 1            | 21           | 22                |
| 11        | Ricardo Peña        | Messico           | 20         | 0            | 20           | 20                |
| 12        | Vincent Hoppezak    | Paesi Bassi       | 20         | 0            | 20           | 18                |
| 13        | Sebastián Mora      | Spagna            | 20         | 0            | 20           | 16                |
| 14        | Alan Banaszek       | Polonia           | 20         | 0            | 20           | 14                |
| 15        | Kelland O'Brien     | Australia         | 0          | 5            | 5            | 12                |
| 16        | Dylan Bibic         | Canada            | 0          | 4            | 4            | 10                |
| 17        | Akil Campbell       | Trinidad e Tobago | 0          | 0            | 0            | 8                 |
| 18        | Jules Hesters       | Belgio            | 0          | 0            | 0            | 6                 |
| 19        | Artyom Zakharov     | Kazakistan        | 0          | 0            | 0            | 4                 |
| 20        | Daniel Crista       | Romania           | 0          | 0            | 0            | 2                 |
| 21        | João Matias         | Portogallo        | -20        | 1            | -19          | 1                 |
| 22        | Ángel Pulgar        | Venezuela         | -20        | 0            | -20          | 1                 |
| 23        | Yacine Chalel       | Algeria           | -20        | 0            | -20          | 1                 |
| 24        | Bernard Van Aert    | Indonesia         | -20        | 0            | -20          | 1                 |

### Eliminazione[5]
| Posizione | Atleta              | Nazione           | Punti della prova |
| --------- | ------------------- | ----------------- | ----------------- |
| 1         | Benjamin Thomas     | Francia           | 40                |
| 2         | Ethan Hayter        | Gran Bretagna     | 38                |
| 3         | Dylan Bibic         | Canada            | 36                |
| 4         | Elia Viviani        | Italia            | 34                |
| 5         | Tim Torn Teutenberg | Germania          | 32                |
| 6         | Aaron Gate          | Nuova Zelanda     | 30                |
| 7         | Jules Hesters       | Belgio            | 28                |
| 8         | Simon Vitzthum      | Svizzera          | 26                |
| 9         | João Matias         | Portogallo        | 24                |
| 10        | Shunsuke Imamura    | Giappone          | 22                |
| 11        | Akil Campbell       | Trinidad e Tobago | 20                |
| 12        | Alan Banaszek       | Polonia           | 18                |
| 13        | Kelland O'Brien     | Australia         | 16                |
| 14        | Niklas Larsen       | Danimarca         | 14                |
| 15        | Artyom Zakharov     | Kazakistan        | 12                |
| 16        | Vincent Hoppezak    | Paesi Bassi       | 10                |
| 17        | Sebastián Mora      | Spagna            | 8                 |
| 18        | Gavin Hoover        | Stati Uniti       | 6                 |
| 19        | Ángel Pulgar        | Venezuela         | 4                 |
| 20        | Yacine Chalel       | Algeria           | 2                 |
| 21        | Bernard Van Aert    | Indonesia         | 1                 |
| 22        | Ricardo Peña        | Messico           | 1                 |
| 23        | Daniel Crista       | Romania           | 1                 |
| 24        | Juan Arango         | Colombia          | 1                 |

### Corsa a punti e classifica generale[6]
I punti totali considerano anche i punti ottenuti negli eventi precedenti e fungono da classifica finale.
| Posizione | Atleta              | Nazione           | Punti giro | Punti sprint | Punti totali |
| --------- | ------------------- | ----------------- | ---------- | ------------ | ------------ |
| 1         | Ethan Hayter        | Gran Bretagna     | 20         | 17           | 147          |
| 2         | Benjamin Thomas     | Francia           | 20         | 11           | 127          |
| 3         | Aaron Gate          | Nuova Zelanda     | 0          | 12           | 118          |
| 4         | Niklas Larsen       | Danimarca         | 40         | 5            | 115          |
| 5         | Tim Torn Teutenberg | Germania          | 20         | 5            | 105          |
| 6         | Shunsuke Imamura    | Giappone          | 0          | 1            | 101          |
| 7         | Elia Viviani        | Italia            | 0          | 4            | 100          |
| 8         | Simon Vitzthum      | Svizzera          | 0          | 8            | 82           |
| 9         | Vincent Hoppezak    | Paesi Bassi       | 20         | 8            | 82           |
| 10        | Dylan Bibic         | Canada            | 0          | 6            | 80           |
| 11        | Jules Hesters       | Belgio            | 20         | 8            | 76           |
| 12        | Alan Banaszek       | Polonia           | 20         | 5            | 75           |
| 13        | Kelland O'Brien     | Australia         | 0          | 5            | 69           |
| 14        | Sebastián Mora      | Spagna            | 20         | 6            | 62           |
| 15        | Gavin Hoover        | Stati Uniti       | 0          | 5            | 49           |
| 16        | João Matias         | Portogallo        | 0          | 10           | 39           |
| 17        | Ricardo Peña        | Messico           | 0          | 2            | 25           |
| 18        | Juan Arango         | Colombia          | -20        | 2            | 16           |
| 19        | Artyom Zakharov     | Kazakistan        | -20        | 0            | 2            |
| 20        | Bernard Van Aert    | Indonesia         | -20        | 0            | -8           |
| 21        | Akil Campbell       | Trinidad e Tobago | -40        | 0            | -11          |
| 22        | Ángel Pulgar        | Venezuela         | -40        | 0            | -27          |
| 23        | Daniel Crista       | Romania           | -40        | 0            | -36          |
| 24        | Yacine Chalel       | Algeria           | -80        | 1            | -115         |